# Compattazione dei rifiuti
La compattazione dei rifiuti è una delle operazioni di pretrattamento a cui sono sottoposti i rifiuti prima di essere avviati al trattamento vero e proprio e consiste nella riduzione, tramite pressatura, del materiale in forme di dimensione e geometria differenti a seconda delle esigenze di trattamento.

## Tipologie di impianti
L'operazione viene svolta con degli specifici tipi di presse, che a seconda della pezzatura e geometria del prodotto finale, sono dette:
1. Imballatrici, per la compattazione in balle
2. Bricchettatrici per la riduzione in bricchette o blocchetti, e pellettizzatrici per la produzione di pellets o cilindretti

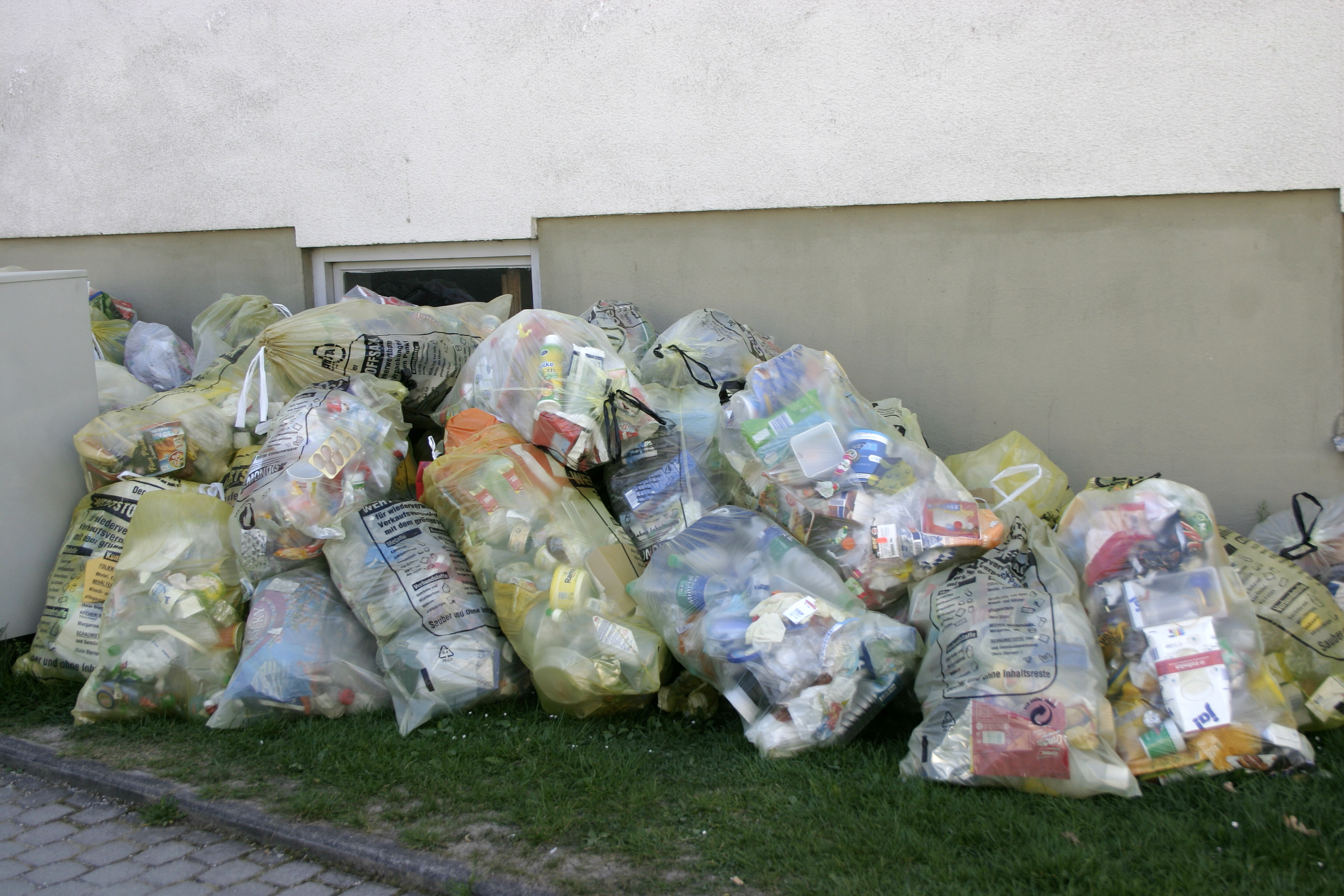
-Rifiuti in attesa di trattamento-

### Imballatrici
Il materiale, inizialmente in forma sciolta, viene ridotto in balle a forma di parallelepipedo, attraverso presse che applicano pressioni di esercizio da 100 a 250 ton/m2; il materiale viene  anche avvolto con fasce metalliche o fogli in PVC, per mantenere intatta la forma o consentire l'isolamento degli agenti atmosferici.
I principali tipi di imballatrici sono:
- Presse-imballatrici
- Press-container
- Presse per mezzi gran volume

#### Presse-imballatrici
Si usano per materiali a basso peso specifico (materiali combustibili,  plastiche, stoffe), per facilitare il trasporto e lo stoccaggio. Sono strutturate a canale orizzontale, e trattano flussi elevati di materiale (fino a 30-40 ton/h).
È una tecnologia piuttosto costosa e si deve evitare la presenza di metalli all'interno del materiale.

#### Press-container
Compattano materiali a basso peso specifico direttamente all'interno di un container o uno scarrabile. Sono strutturate a canale orizzontale, senza camera di compattazione. Lavorano flussi anche elevati di materiale (fino a 30-40 ton/h).

#### Presse per mezzi gran volume
Compattano materiali a basso peso specifico trasferendoli poi in mezzi di grande volume (più di 70 m3 di volume utile). Sono strutturate a canale orizzontale, con camera di compattazione, e trattano flussi elevati di materiale (fino a 30-40 ton/h).
La tecnologia è costosa e richiede manutenzione, soprattutto per il sistema di compattazione.

### Bricchettatrici e pellettizzatrici
Il sistema di produzione di bricchette e pellets è analogo. Le tecnologie sono adatte a flussi contenuti di rifiuti (meno di 7 ton/h) e pezzatura inferiore a 15 cm, senza metalli. Si tratta di tecnologie costose.

#### Pressa rotante eccentrica
La pressa rotante eccentrica si basa sulla rotazione di un asse con moto eccentrico all'interno di un cilindro dotato di fori di estrusione. L'oscillazione dell'asse forza il materiale, inserito tra asse e cilindro a passare attraverso i fori.
Il materiale così compresso diviene così più coeso, fino ad essere in grado di mantenere la forma di blocchetto o cilindretto, e viene inoltre riscaldato nel corso dell'operazione, riducendo di conseguenza l'umidità contenuta.

#### Camera di estrusione
In una bricchettatrice o pellettizzatrice a camera di estrusione il materiale viene spinto da un sistema a coclea (una vite senza fine) in un condotto conico. Il materiale così forzato esce da un foro alla fine del condotto con una forma a tronchetti del diametro che può variare da 16 a 100 mm.
A seconda della pressione applicata dall'impianto il volume del materiale trattato può essere ridotto anche dell'80%. La densità ottenibile può essere nell'ordine di 1 t/m3. 

## Applicazioni
La compattazione in balle è particolarmente utile negli impianti di trattamento di materiali selezionati (cartoni, giornali, contenitori di plastica, lattine di alluminio, cassette di legno, ecc...); infatti, le balle possono essere facilmente movimentate con semplici carrelli, e permettono di facilitare le operazioni di stoccaggio in magazzini e mezzi di trasporto (camion, treno..) 
Essa viene utilizzata anche per compattare i rifiuti secchi non riciclabili da conferire in discarica: vengono razionalizzati così la movimentazione, il trasporto e il conferimento. Per una balla di dimensioni 1100 mm x 1100 mm x 1800 mm protetta da 5 strati di film a tenuta d'acqua e aria si stima un costo di 2 €/ton.
La compattazione dei rifiuti in forma di bricchette o pellets si esegue in particolare per materiale combustibile, da utilizzarsi ad esempio negli impianti di termovalorizzazione.  La riduzione in blocchetti viene maggiormente sfruttata per produrre CDR compatto, da impiegarsi in seguito come combustibile presso impianti di termovalorizzazione sia tradizionali, sia di gassificazione e pirolisi.
In base alle pressioni di esercizio delle tecnologie impiegate, la percentuale di riduzione del volume del materiale può superare l'80%. La densità ottenibile può essere nell'ordine di 1 t/m3.